# Три корони (палац)
59°19′33″ пн. ш. 18°04′17″ сх. д. / 59.325833333333° пн. ш. 18.071388888889° сх. д.

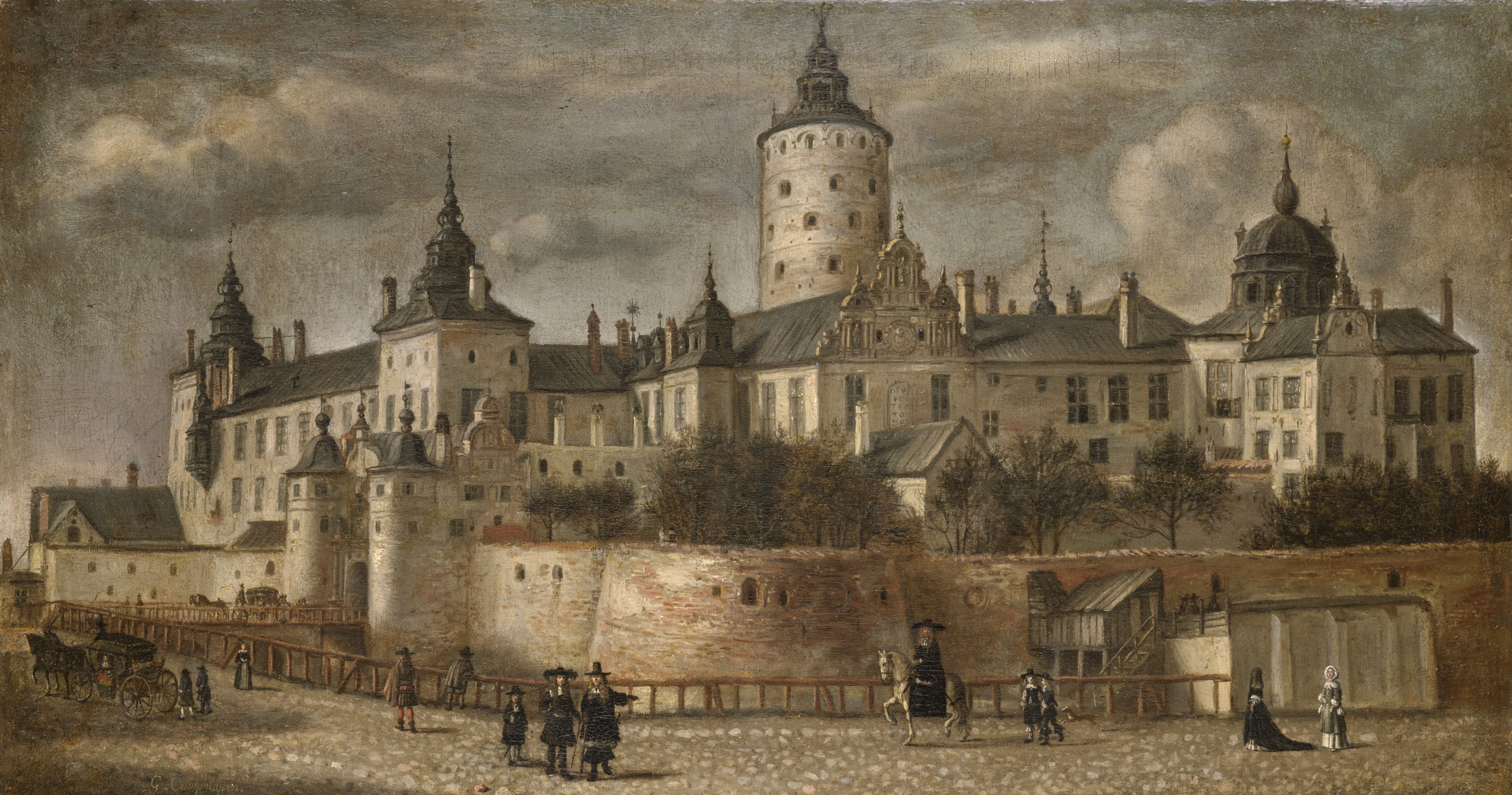
Картина «Tre Kronor från Slottsbacken», 1661. Автор Govert Camphuysen

Три корони (швед. Tre Kronor) — дерев'яний замок шведських королів. Він згорів дотла у 1697 р. разом з королівською бібліотекою та архівами, і на його місці нині стоїть Стокгольмський королівський палац. Зведення споруди приписується Ярлу Біргеру. Назву «Три корони», як вважають, було дано замку під час правління короля Магнуса IV.

## Історія
|                                                       |  |  |
| Замок на гербі Стокгольма в версіях 1296 і 1326 років |  |  |

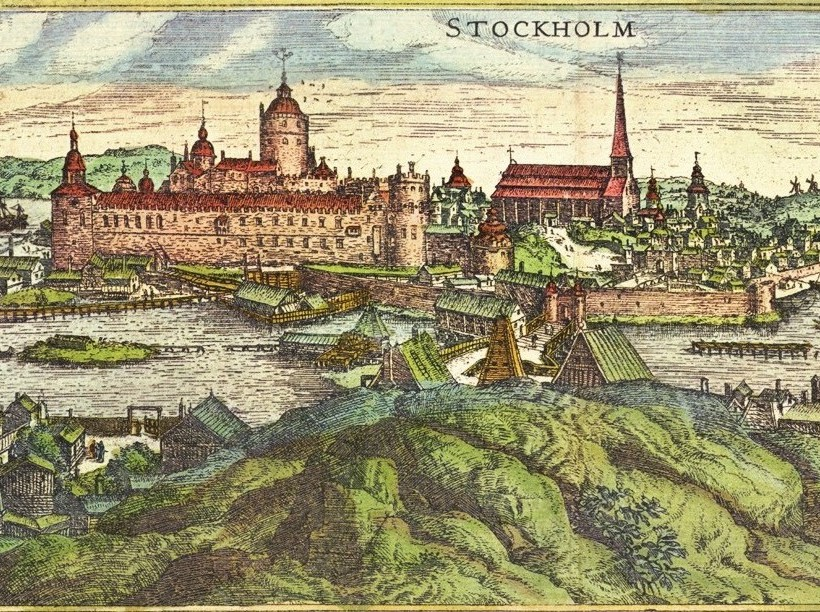
Замок в 1570 році. Зображення з альбому Stockholmsvyerna i Civitates orbis terrarum

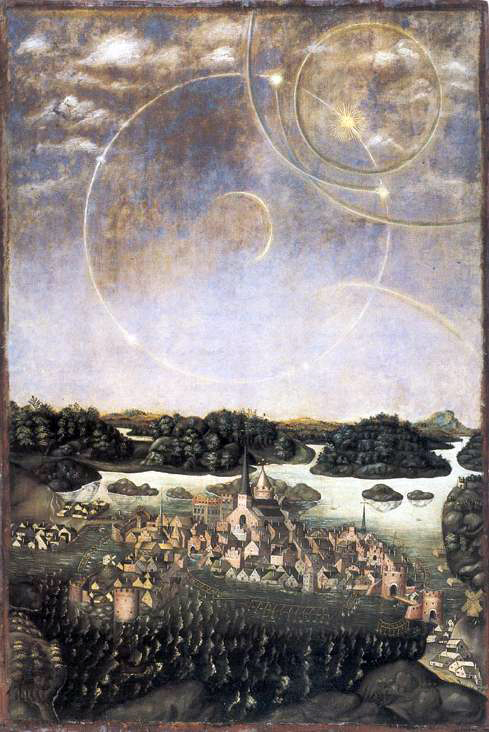
Vädersolstavlan

Найстарішим свідченням існування замку є лист Біргера і його сина Вальдемара I, датований 1252 роком.
Замок став місцем перебування королів після того, як Густав I Ваза поклав кінець Кальмарській унії і відновив шведську державність. Цей король значно зміцнив стіни замку, а його син Юхан III прикрасив його в дусі Північного Відродження.
Палац знаходився на ділянці суші між колишньою затокою Меларен і Сальтшен. Вважається, що дерев'яні споруди з'явилися на цьому місці наприкінці X століття, а в 1100-х роках тут була фортеця. Оборонна башта, найдавніші частини якої знайдені археологами, датовані серединою XIII століття, була побудована незабаром після нападу на Сигтуну в 1187 році, коли необхідність будівництва оборонних споруд у цьому місці стала очевидною.
Згідно з реконструкцією історика Мартіна Олссона в 1940-х роках, замок був близько 15 метрів в діаметрі і мав стіни завтовшки 4 метри. Висота була близько 25 метрів, нагорі вежа була увінчана зубцями і конічним дахом з трьома коронами на шпилі (цей вид показаний на картині Vädersolstavlan). Замок вважався одним з головних будівель Стокгольма, його висота була близько 50 метрів без урахування шпиля.
Замок був розширений у другій половині XIII століття, отримав кільцеву стіну, двір і ряд будівель. У 1269—1273 роках король Вальдемар I Біргерссон жив в замку.
В 1521 році почалася довгострокова реновація замку. Він був значно розширений. У 1540-х роках була зведена і озброєна гарматами південна укріплена частина. 1556 року була побудована південно-східна вежа.
У 1588 замок отримав офіційну назву «Три корони» в честь державного символу Швеції, яким був увінчаний шпиль центральної вежі.

### Пожежа та її наслідки
Зберігач замку, Георг Штирнхофф, виявив загоряння на території замку 7 травня 1697 року. Начальник пожежної охорони, Свен Ліндберг, доповідав пізніше, що доступ до протипожежних засобів був заблокований вогнем. Королівська сім'я і суд терміново покинули замок. Слуги намагалися врятувати якомога більше королівського майна. Вогонь швидко поширився на всі частини дерев'яного у своїй основі будови, причому одним з факторів послужила мідна покрівля, яка швидко нагрілася і поширила тепло по всіх верхніх поверхах, посприявши їх займанню.
В замку була своя пожежна охорона, яка складалася з брандмейстера і помічників. Однак у той день вся пожежна охорона не несла вахту, а займалася сторонніми справами, тому не могла своєчасно розпочати гасіння. У лютому 1698 року брандмейстер Свен Ліндберг та пожежний Маттіас Хансен, який самовільно пішов з поста на кухню, були засуджені до кошторисної кари за недбалість, проте король Карл XII пом'якшив вирок до покарання шпіцрутенами і шести років каторги в Карлстенській фортеці. Слуга Андерс Андерссон, який залишив посаду з дозволу Ліндберга, був засуджений до покарання шпіцрутенами.

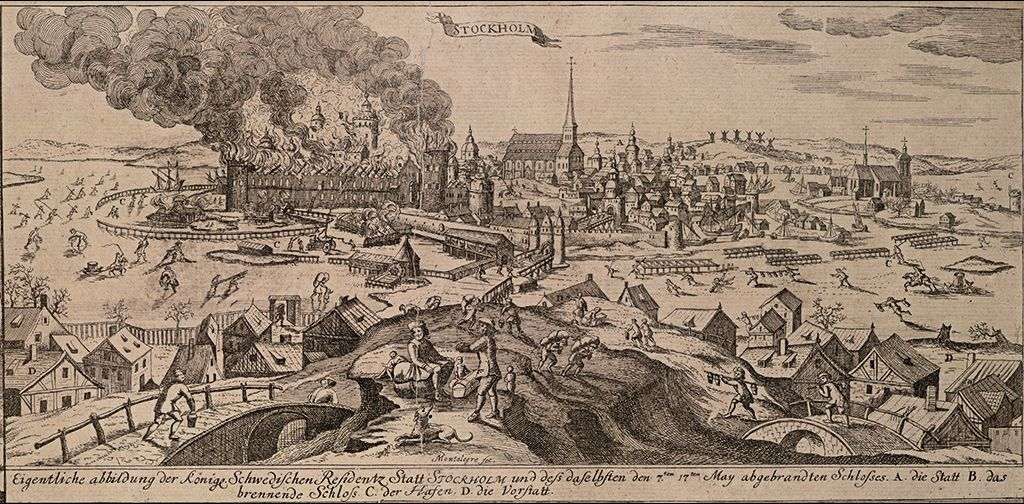
Монталегрі
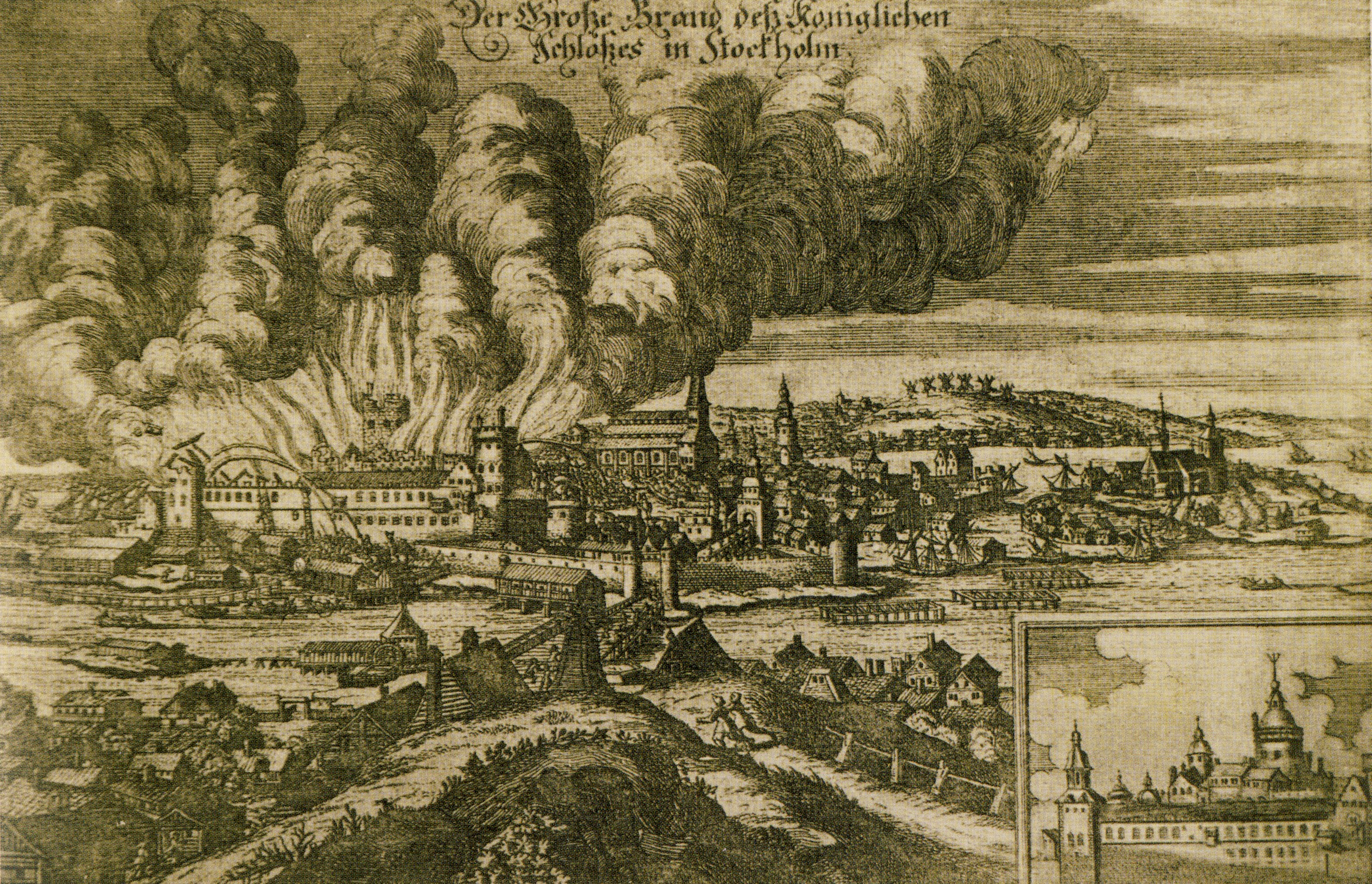
Невідомий художник
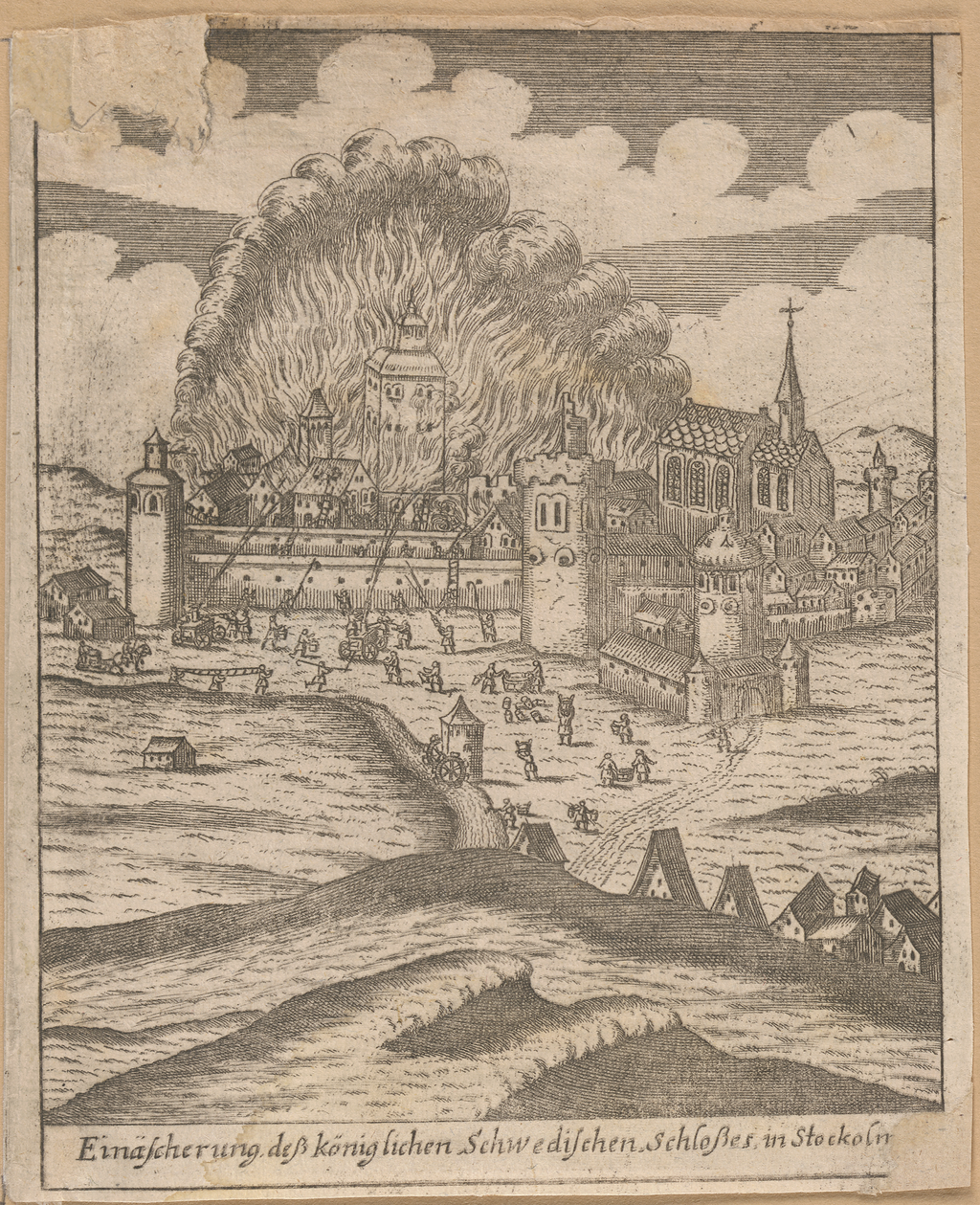
Невідомий художник
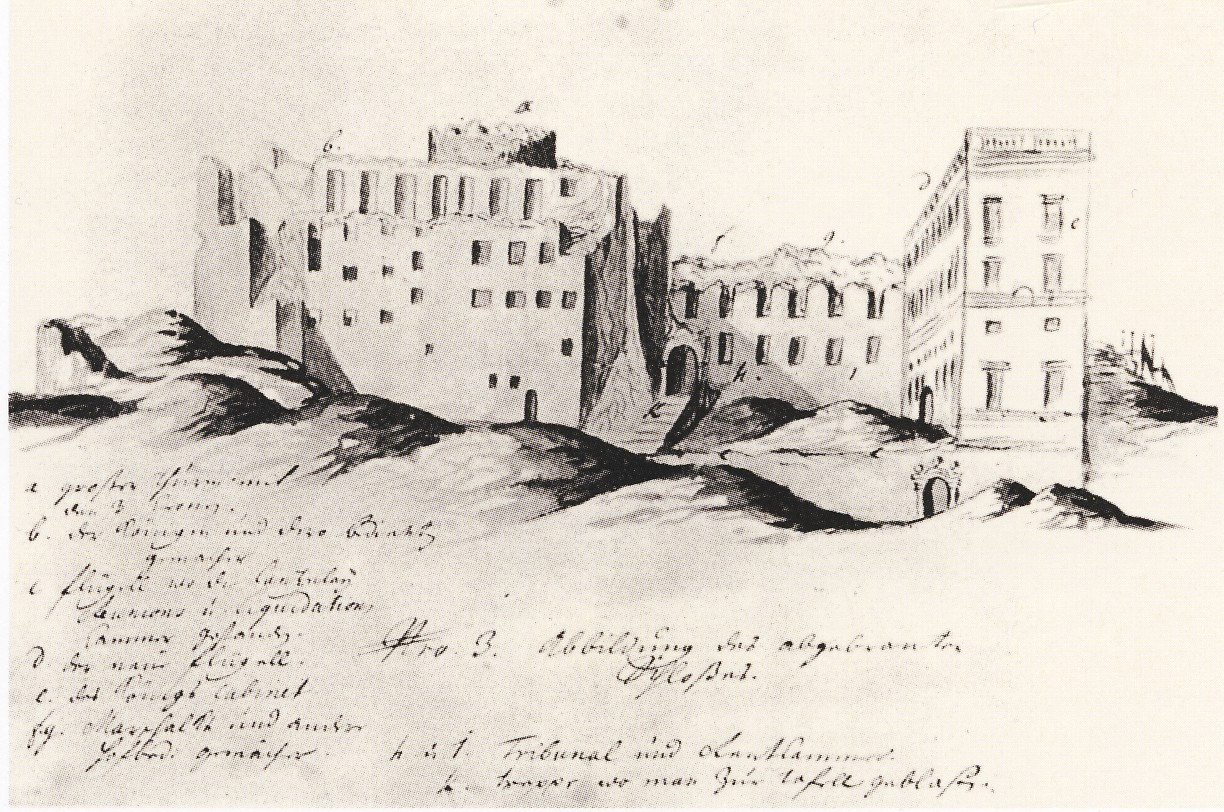
Невідомий німецький художник

Буквально на наступний же день після пожежі регентською радою короля Карла XII під керівництвом королеви-вдови Ядвіги Елеонори було ухвалено рішення побудувати новий будинок на місці згорілого. Проєкт перебудови був доручений Нікодемусу Тессіну. Архітектор надав свою роботу вже через шість тижнів. Будівництво палацу, за його розрахунками, повинно було завершитися вже через шість років, проте за браком коштів для цього знадобилося майже шістдесят років. Нікодемус Тессін помер у 1728 році, а будівництво Стокгольмського палацу завершилося лише до 1754.

## Галерея
- Зображення зі збірки «Швеція древня і сучасна» (Suecia antiqua et hodierna)

"Зображення
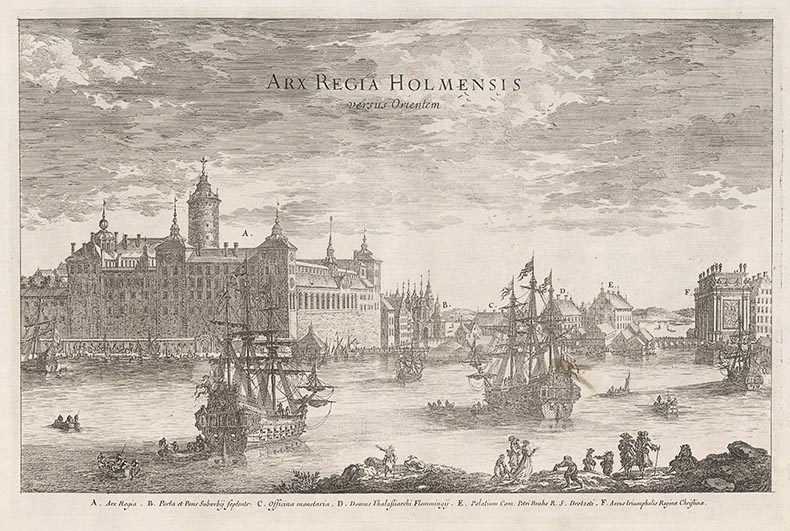
Замок в 1670, вид з північного сходу. Kanslilängan і північне крило з gröna gången напроти протоки Норрстрьом.
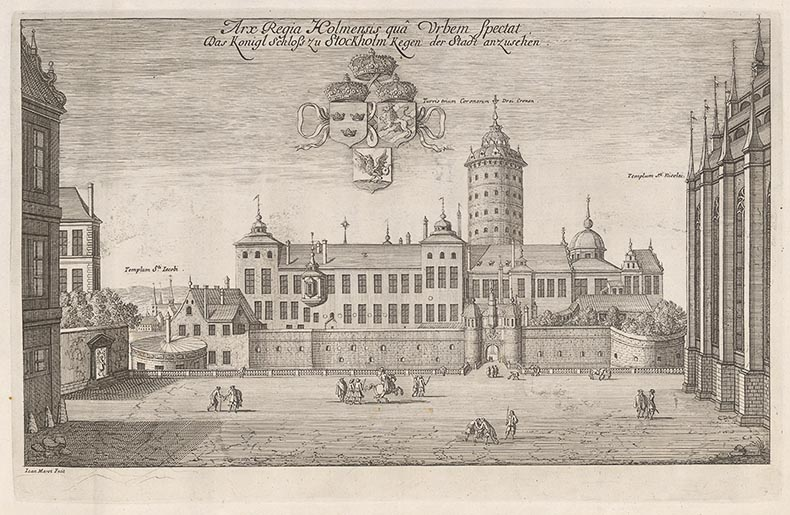
Замок в 1667, вид із заходу. Проглядається центральна вежа і урядова зала.
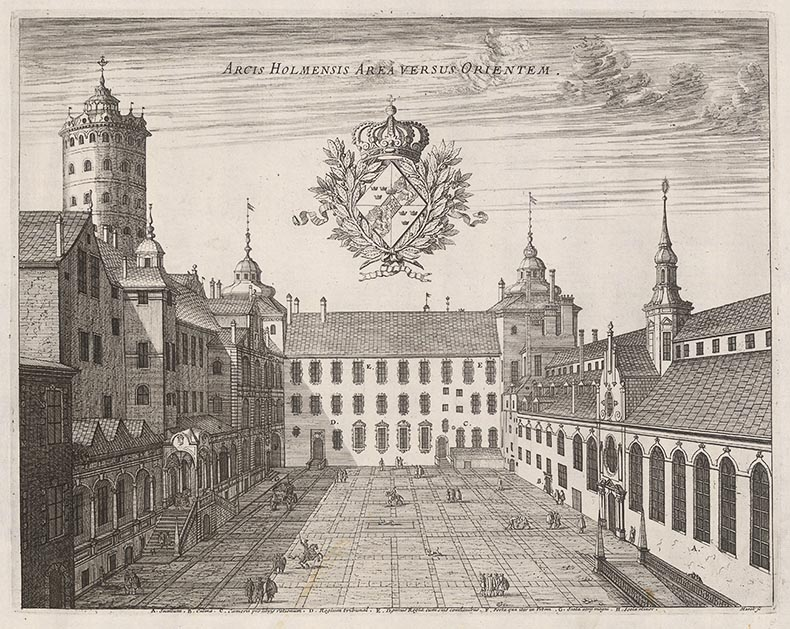
Площа перед палацом в 1670, вид зі сходу. Люди зображені меншими, ніж вони виглядають в реальності, і будівлі здаються більшими своїх реальних розмірів.
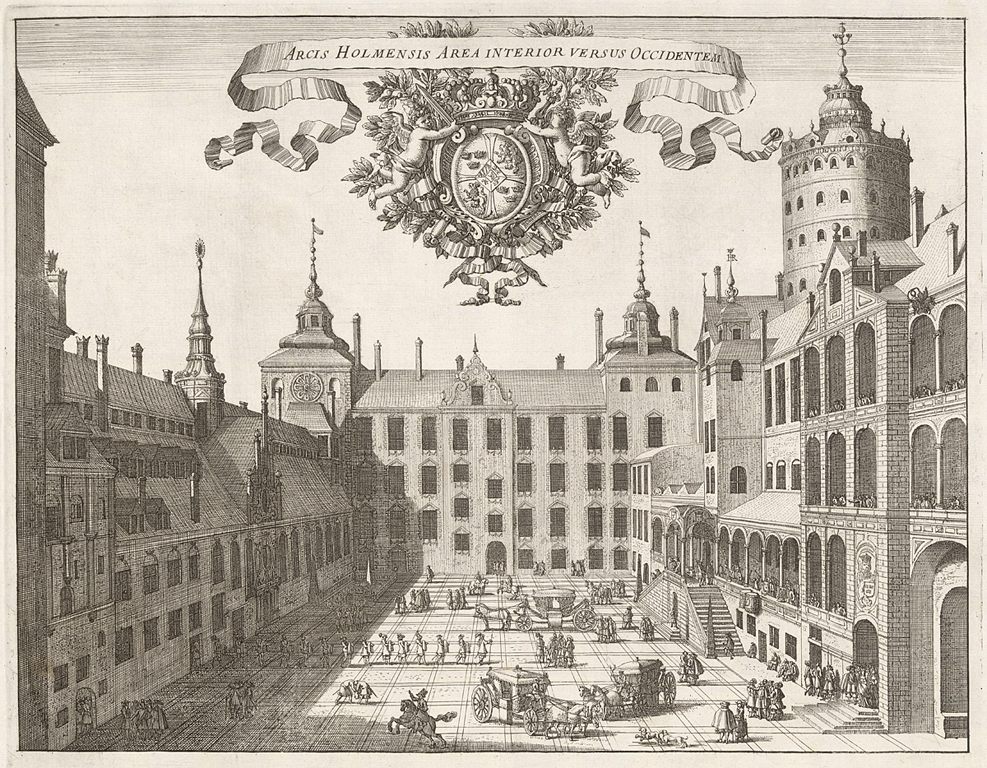
Площа перед палацом в 1670, вид із заходу.
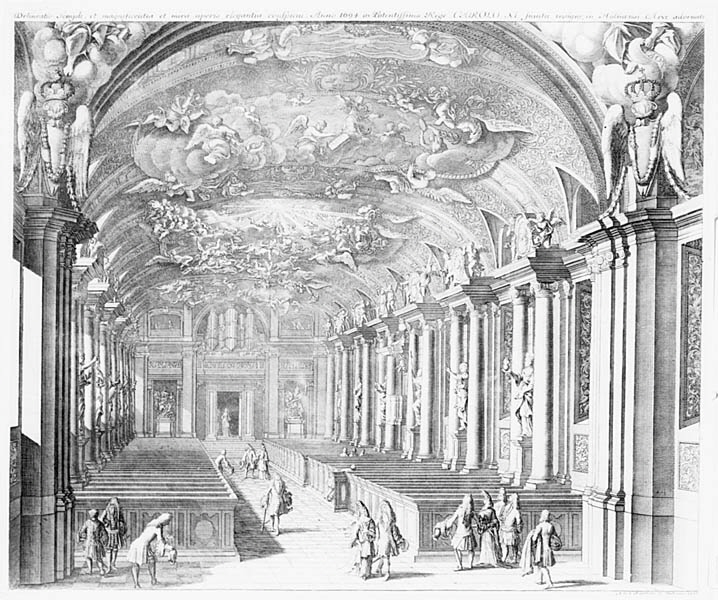
Інтер'єр королівської церкви Трьох корон. Лави збереглися до наших днів і з 1754 року перебувають в Королівській капелі.

Сучасні реконструкції
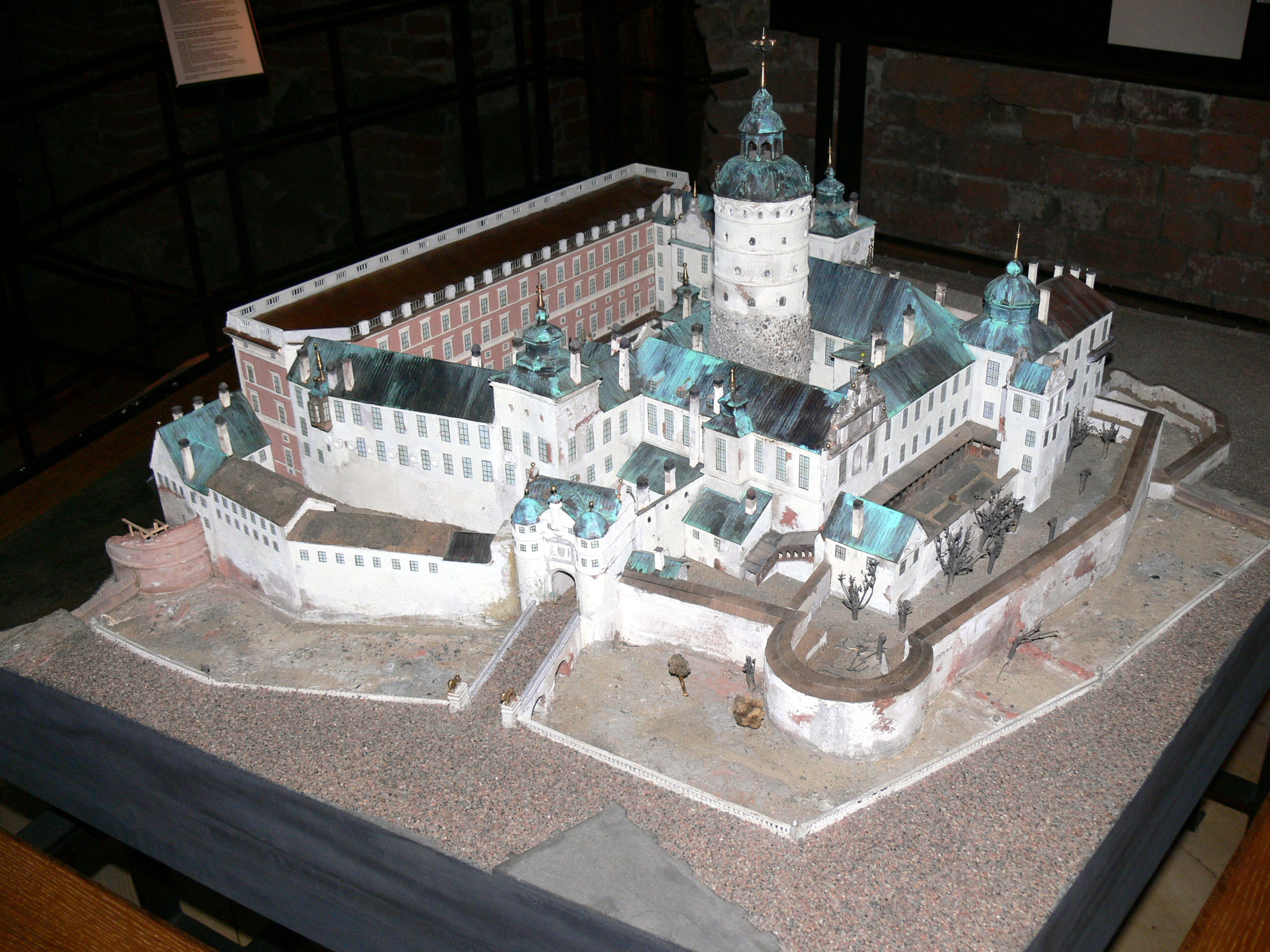
Макет замку в музеї Трьох корон[sv]: вид з південного заходу незадовго до пожежі
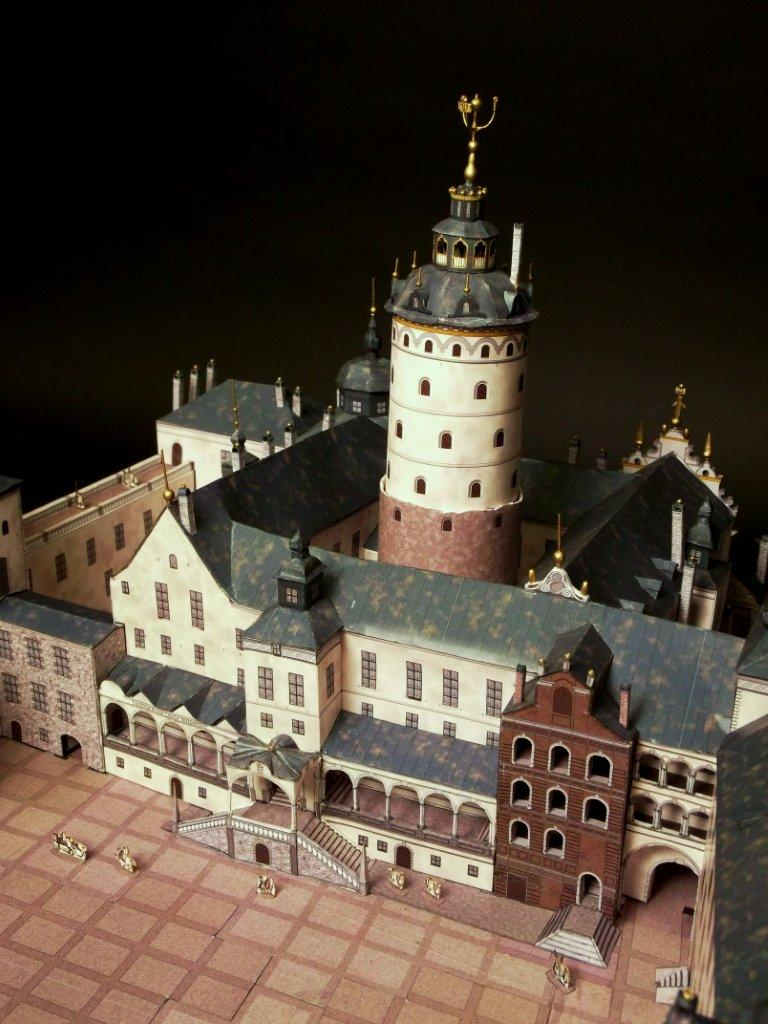
Макет великої площі перед палацом
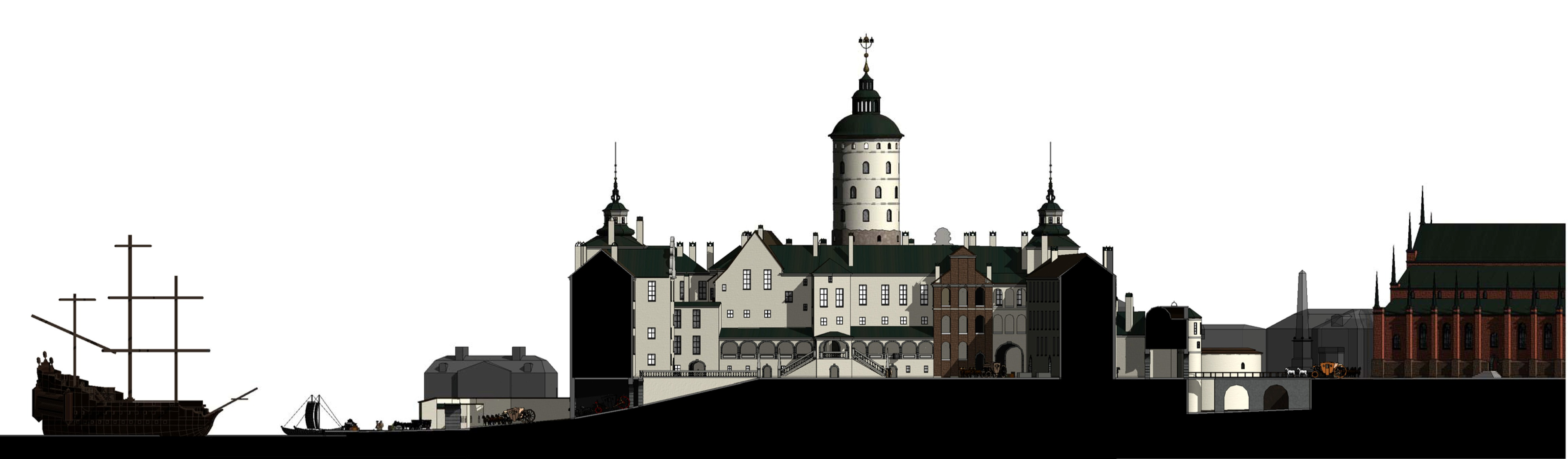
Панорама

## Пам'ять
У 1897 році в Стокгольмі пройшла Загальна виставка досягнень і промисловості швед. Allmänna konst- och industriutställningen, для якої архітектор Фредрік Лільеквіст Юхан Фредрік Лільеквіст спорудив Старий Стокгольм (макет) макет старого Стокгольма швед. Gamla Stockholm (kulisstad), у якому був і замок «Три корони».
У 1999 році відкрився  музей Трьох корон , присвячений історії замку.